# Temporada 2010-2011 del Vila-real CF
La Temporada 2010-2011 del Vila-real CF va ser la 89ª des de la fundació del club, i la 13ª participació en la Lliga, la màxima categoria del futbol espanyol. L'equip submarí, va acabar al 4t lloc a la lliga classificant per la Fase Prèvia de la Lliga de Campions 2011-12 i va ser eliminat a la Europa League pel FC Porto de Portugal a les semifinals, més tard, l'equip portuguès va guanyar la competició.

## Plantilla
La relació de jugadors de la plantilla del Vila-real en la temporada 2010-11 és la següent: 
| N. | Pos. | Nac. | Jugador              |
| -- | ---- | --- | -------------------- |
| 1  | POR  | [[Fitxer:Flag of Catalonia.svg\|23x15px\|border \|alt=Catalunya\|link=Selecció de futbol de Catalunya\|{{#if:\|]]                              | Oliva                |
| 2  | DEF  | [[Fitxer:Flag of Argentina.svg\|23x15px\|border \|alt=Argentina\|link=Selecció de futbol de l'Argentina\|{{#if:\|]]                            | Gonzalo Rodríguez 2n |
| 3  | DEF  | [[Fitxer:Flag of Catalonia.svg\|23x15px\|border \|alt=Catalunya\|link=Selecció de futbol de Catalunya\|{{#if:\|]]                              | Joan Oriol           |
| 4  | DEF  | [[Fitxer:Flag of Argentina.svg\|23x15px\|border \|alt=Argentina\|link=Selecció de futbol de l'Argentina\|{{#if:\|]]                            | Mateo Musacchio      |
| 5  | DEF  | [[Fitxer:Flag of Spain.svg\|23x15px\|border \|alt=Espanya\|link=Selecció de futbol d'Espanya\|{{#if:\|]]                                       | Marchena             |
| 6  | DEF  | [[Fitxer:Flag of Spain.svg\|23x15px\|border \|alt=Espanya\|link=Selecció de futbol d'Espanya\|{{#if:\|]]                                       | Ángel Lopez          |
| 7  | DAV  | [[Fitxer:Flag of Brazil.svg\|23x15px\|border \|alt=Brasil\|link=Selecció de futbol del Brasil\|{{#if:\|]]                                      | Nilmar               |
| 8  | MIG  | [[Fitxer:Flag of Spain.svg\|23x15px\|border \|alt=Espanya\|link=Selecció de futbol d'Espanya\|{{#if:\|]]                                       | Santi Cazorla        |
| 9  | DAV  | [[Fitxer:Flag of Argentina.svg\|23x15px\|border \|alt=Argentina\|link=Selecció de futbol de l'Argentina\|{{#if:\|]]                            | Marco Ruben          |
| 10 | MIG  | [[Fitxer:Flag of Aragon.svg\|23x15px\|border \|alt=Aragó\|link=Selecció de futbol d'Aragó\|{{#if:\|]]                                          | Cani                 |
| 11 | DEF  | [[Fitxer:Flag of Catalonia.svg\|23x15px\|border \|alt=Catalunya\|link=Selecció de futbol de Catalunya\|{{#if:\|]]                              | Capdevilla           |
| 13 | POR  | [[Fitxer:Flag of Spain.svg\|23x15px\|border \|alt=Espanya\|link=Selecció de futbol d'Espanya\|{{#if:\|]]                                       | Diego López          |
| 14 | DAV  | [[Fitxer:Flag of Denmark.svg\|23x15px\|border \|alt=Dinamarca\|link=Selecció de futbol de Dinamarca\|{{#if:\|]]                                | Nicki Nielsen        |
| 15 | DEF  | [[Fitxer:Flag of the Valencian Community (2x3).svg\|23x15px\|border \|alt=País Valencià\|link=Selecció de futbol del País Valencià\|{{#if:\|]] | Catalá               |
| 17 | MIG  | [[Fitxer:Flag of Spain.svg\|23x15px\|border \|alt=Espanya\|link=Selecció de futbol d'Espanya\|{{#if:\|]]                                       | Javier Matilla       |

| N. | Pos. | Nac. | Jugador         |
| -- | ---- | --- | --------------- |
| 19 | MIG  | [[Fitxer:Flag of Spain.svg\|23x15px\|border \|alt=Espanya\|link=Selecció de futbol d'Espanya\|{{#if:\|]]                                       | Marcos Senna 1r |
| 20 | MIG  | [[Fitxer:Flag of Spain.svg\|23x15px\|border \|alt=Espanya\|link=Selecció de futbol d'Espanya\|{{#if:\|]]                                       | Borja Valero    |
| 21 | MIG  | [[Fitxer:Flag of the Valencian Community (2x3).svg\|23x15px\|border \|alt=País Valencià\|link=Selecció de futbol del País Valencià\|{{#if:\|]] | Bruno Soriano   |
| 22 | DAV  | [[Fitxer:Flag of Italy.svg\|23x15px\|border \|alt=Itàlia\|link=Selecció de futbol d'Itàlia\|{{#if:\|]]                                         | Giuseppe Rossi  |
| 24 | DEF  | [[Fitxer:Flag of Brazil.svg\|23x15px\|border \|alt=Brasil\|link=Selecció de futbol del Brasil\|{{#if:\|]]                                      | Cicinho         |
| 25 | POR  | [[Fitxer:Flag of the Balearic Islands.svg\|23x15px\|border \|alt=Illes Balears\|link=Selecció de futbol de les Illes Balears\|{{#if:\|]]       | Juan Carlos     |
| 26 | DEF  | [[Fitxer:Flag of Spain.svg\|23x15px\|border \|alt=Espanya\|link=Selecció de futbol d'Espanya\|{{#if:\|]]                                       | Kiko Olivas     |
| 27 | DEF  | [[Fitxer:Flag of the Valencian Community (2x3).svg\|23x15px\|border \|alt=País Valencià\|link=Selecció de futbol del País Valencià\|{{#if:\|]] | Mario           |
| 29 | DEF  | [[Fitxer:Flag of the Balearic Islands.svg\|23x15px\|border \|alt=Illes Balears\|link=Selecció de futbol de les Illes Balears\|{{#if:\|]]       | Carlos Tomás    |
| 31 | MIG  | [[Fitxer:Flag of the Valencian Community (2x3).svg\|23x15px\|border \|alt=País Valencià\|link=Selecció de futbol del País Valencià\|{{#if:\|]] | Natxo Insa      |
| 32 | MIG  | [[Fitxer:Flag of Spain.svg\|23x15px\|border \|alt=Espanya\|link=Selecció de futbol d'Espanya\|{{#if:\|]]                                       | Marcos Gullón   |
| 33 | DAV  | [[Fitxer:Flag of Paraguay.svg\|23x15px\|border \|alt=Paraguai\|link=Selecció de futbol del Paraguai\|{{#if:\|]]                                | Hernán Pérez    |
| 35 | POR  | [[Fitxer:Flag of Spain.svg\|23x15px\|border \|alt=Espanya\|link=Selecció de futbol d'Espanya\|{{#if:\|]]                                       | Mariño          |
| 37 | MIG  | [[Fitxer:Flag of Spain.svg\|23x15px\|border \|alt=Espanya\|link=Selecció de futbol d'Espanya\|{{#if:\|]]                                       | Iago Falque     |
| 43 | MIG  | [[Fitxer:Flag of Ghana.svg\|23x15px\|border \|alt=Ghana\|link=Selecció de futbol de Ghana\|{{#if:\|]]                                          | Wakaso Mubarak  |

- Entrenador:  Juan Carlos Garrido Fernández
- Segon Entrenador:  Raul Garrido

## Altes
| N. | Pos. | Nac. | Jugador                                 |
| -- | ---- | --- | --------------------------------------- |
| —  | MIG  | [[Fitxer:Flag of Spain.svg\|23x15px\|border \|alt=Espanya\|link=Selecció de futbol d'Espanya\|{{#if:\|]]        | Borja Valero (del West Bromwich Albion) |
| —  | DEF  | [[Fitxer:Flag of Spain.svg\|23x15px\|border \|alt=Espanya\|link=Selecció de futbol d'Espanya\|{{#if:\|]]        | Marchena (del València CF)              |
| —  | DAV  | [[Fitxer:Flag of Denmark.svg\|23x15px\|border \|alt=Dinamarca\|link=Selecció de futbol de Dinamarca\|{{#if:\|]] | Nicki Nielsen (del FC Nordsjælland)     |
| —  | DAV  | [[Fitxer:Flag of Brazil.svg\|23x15px\|border \|alt=Brasil\|link=Selecció de futbol del Brasil\|{{#if:\|]]       | Cicinho (cedit de l'AS Roma)            |

## Baixes
| N. | Pos. | Nac. | Jugador                                 |
| -- | ---- | --- | --------------------------------------- |
| 20 | DEF  | [[Fitxer:Flag of Spain.svg\|23x15px\|border \|alt=Espanya\|link=Selecció de futbol d'Espanya\|{{#if:\|]]                                       | Ivan Marcano (cedit al Getafe)          |
| 9  | DAV  | [[Fitxer:Flag of the Basque Country.svg\|23x15px\|border \|alt=País Basc\|link=Selecció de futbol del País Basc\|{{#if:\|]]                    | Joseba Llorente (al Reial Societat)     |
| -  | DEF  | [[Fitxer:Flag of Uruguay.svg\|23x15px\|border \|alt=Uruguai\|link=Selecció de futbol de l'Uruguai\|{{#if:\|]]                                  | Eguren (al Sporting de Gijón)           |
| 11 | MIG  | [[Fitxer:Flag of Argentina.svg\|23x15px\|border \|alt=Argentina\|link=Selecció de futbol de l'Argentina\|{{#if:\|]]                            | Ariel Ibagaza (al Olympiakos FC)        |
| 4  | DEF  | [[Fitxer:Flag of Uruguay.svg\|23x15px\|border \|alt=Uruguai\|link=Selecció de futbol de l'Uruguai\|{{#if:\|]]                                  | Diego Godín (al Atlètic de Madrid)      |
| 14 | MIG  | [[Fitxer:Flag of the Valencian Community (2x3).svg\|23x15px\|border \|alt=País Valencià\|link=Selecció de futbol del País Valencià\|{{#if:\|]] | David Fuster (al Olympiakos FC)         |
| 17 | DEF  | [[Fitxer:Flag of Spain.svg\|23x15px\|border \|alt=Espanya\|link=Selecció de futbol d'Espanya\|{{#if:\|]]                                       | Javi Venta (al Llevant UE)              |
| 7  | MIG  | [[Fitxer:Flag of Portugal.svg\|23x15px\|border \|alt=Portugal\|link=Selecció de futbol de Portugal\|{{#if:\|]]                                 | Robert Pirès (al Aston Villa)           |
| -  | DAV  | [[Fitxer:Flag of the United States.svg\|23x15px\|border \|alt=Estats Units d'Amèrica\|link=Selecció de futbol dels Estats Units\|{{#if:\|]]    | Jozy Altidore (cedit al Bursaspor)      |
| 23 | MIG  | [[Fitxer:Flag of Ecuador.svg\|23x15px\|border \|alt=Equador\|link=Selecció de futbol de l'Equador\|{{#if:\|]]                                  | Jefferson Montero (cedit al Llevant UE) |